# Раймон Сомер
Раймон Сомер (на френски: Raymond Sommer) е бивш пилот от Формула 1. Роден на 31 август 1906 година в Музон, Франция.

## Формула 1
Раймон Сомер прави своя дебют във Формула 1 в Голямата награда на Монако през 1950 година. В световния шампионат записва 5 състезания като успява да спечели три точки. Състезава се с частен автомобил Талбот-Лаго и за Ферари.